# Universitat de París 12 - Val de Marne
La Universitat de París 12 - Val de Marne és una universitat de París. Es troba a l'illa de França en tres departaments: Val-de-Marne, Seine-et-Marne i Seine-Saint-Denis. La UPEC reuneix tretze facultats, instituts i escoles, a més d’un observatori i una escola associada. El lloc principal de la universitat i la seu central es troben a Créteil i són accessibles per la línia 8 de metro des de l'estació de Créteil-Université.